# Балка Великі Сірогози
Ба́лка Вели́кі Сірого́зи — ландшафтний заказник місцевого значення в Україні. Розташований на території Нижньосірогозького району Херсонської області, на території Нижньоторгіївської, Верхньосірогозької, Першопокровської, Новоолександрівської сільської ради та Нижньосірогозької селищної ради. 
Площа 636 га. Статус присвоєно згідно з рішенням Херсонської обласної ради ХІХ сесії V скликання від 04.10.2007 року № 412. Перебуває у віданні: Нижньосірогозька районна рада. 
Статус присвоєно для збереження частини мальовничих природних комплексів річки Великі Сірогози.